# Spilosmylus nephelius
Spilosmylus nephelius är en insektsart som beskrevs av Navás 1926. Spilosmylus nephelius ingår i släktet Spilosmylus och familjen vattenrovsländor. Inga underarter finns listade i Catalogue of Life.